# Leichtstahlwagen

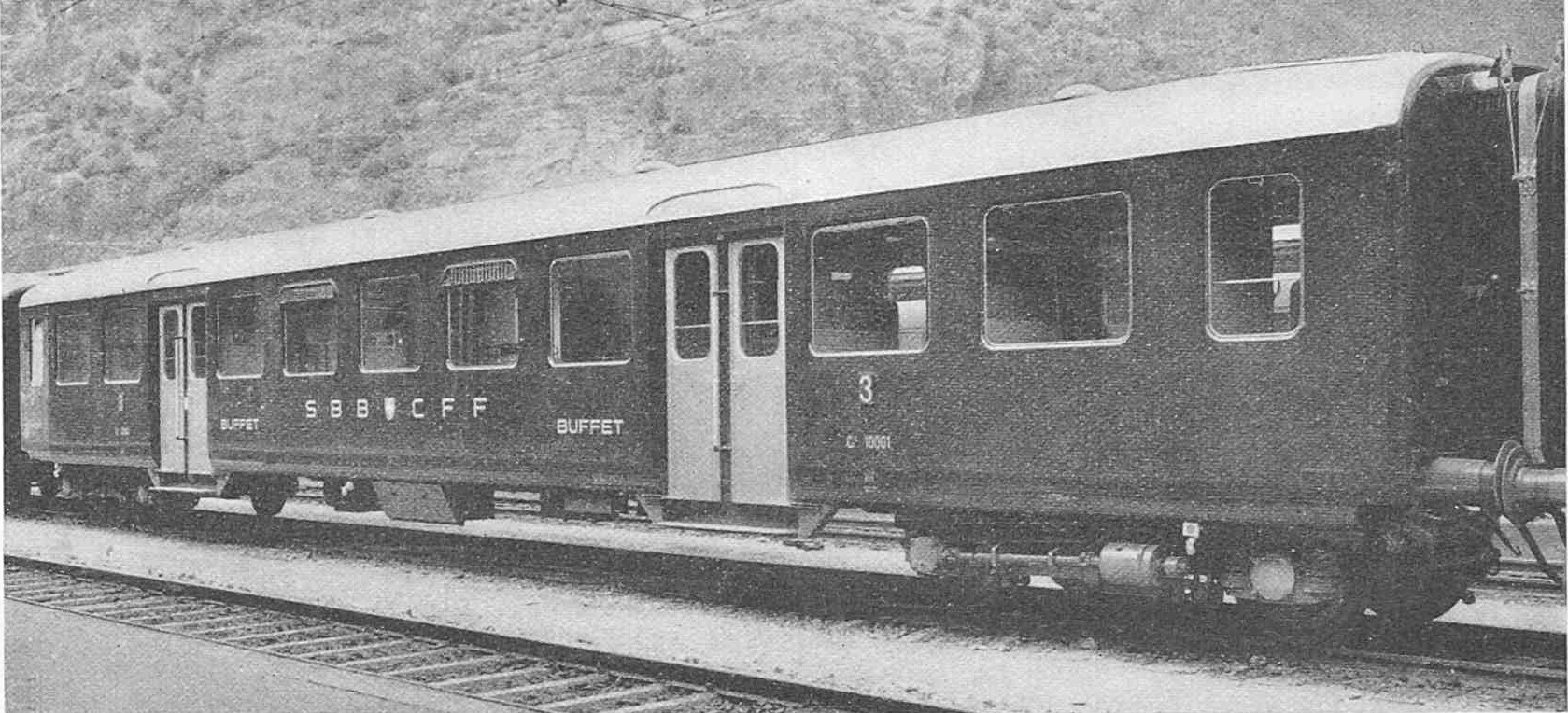
Prototyp-Leichtstahlwagen Cr4ü 10001, ein Buffetwagen mit zwei Drittklassabteilen (1937)

Der Begriff Leichtstahlwagen steht für eine bestimmte Bauart eines Eisenbahnwagens (Reisezugwagen) im Unterschied zu
- Holzkastenwagen
- Schweren Stahlwagen
- Stahlwagen
- Leichtmetallwagen (Aluminiumwagen)

Ausser der Ganzstahlbauweise zeichnet die Leichtstahlwagen eine möglichst gewichtsparende selbsttragende Kastenkonstruktion (Röhrenbauweise) aus. Das Sitzplatzgewicht in der dritten (heute zweiten) Klasse war von 200 kg bei den Holzkastenwagen mit den Stahlwagen bis 1930 auf teilweise über 500 kg angewachsen. Dieser Entwicklung wollte man mit neuen Konstruktionsprinzipien entgegenwirken und erreichte ein Sitzplatzgewicht von weniger als 400 kg. Eine Vorreiterrolle bei den Leichtstahlwagen spielte der SBB-Leichtstahlwagen. Es gab aber auch einige normalspurige Privatbahnen in der Schweiz, die ähnliche Fahrzeuge bauen liessen, fast alle aber mit Mitteleinstieg. Überdies wurden Mitteleinstiegswagen in Leichtstahlbauart auch für Schmalspurbahnen gebaut, allerdings gab es dort von Anfang an auch zahlreiche Wagen mit Aluminium-Wagenkasten (Leichtmetallwagen). Es gab aber auch einige andere Typen von schmalspurigen Leichtstahlwagen. Als vereinfachte Bauform wurden auch Leichtstahlwagen mit offenen Plattformen gebaut. Schliesslich sind auch die Einheitswagen I und II, die österreichischen Schlierenwagen und ein Teil der schmalspurigen Einheitswagen I der Kategorie der Leichtstahlwagen zuzurechnen, ebenso die rund 50 000 nach einer Lizenz von Schlieren von der Integral Coach Factory gebauten Wagen für die Indian Railways.